# 桃谷
桃谷（ももだに）は、大阪府大阪市生野区にある町名。現行行政地名は桃谷一丁目から桃谷五丁目。

## 地理
生野区の北西部に位置し、東に中川西、南に勝山北、北に鶴橋、西に天王寺区堂ケ芝と接している。
明色化粧品ブランドで知られる化粧品メーカーの桃谷順天館の創業地と誤解されやすいが、こちらの桃谷は、創業者の桃谷政次郎の名前に由来しており、この地名とは直接的な関係はない。

### 河川
- 平野川

## 歴史
1973年（昭和48年）実施の町名で、以前の鶴橋北之町の一部、鶴橋南之町の全域、東桃谷町の北部、猪飼野西の南部、猪飼野中の中部に該当する。

## 世帯数と人口
2019年（平成31年）3月31日現在の世帯数と人口は以下の通りである。
| 丁目       | 世帯数    | 人口    |
| ---------- | --------- | ------- |
| 桃谷一丁目 | 718世帯   | 1,282人 |
| 桃谷二丁目 | 1,552世帯 | 2,668人 |
| 桃谷三丁目 | 966世帯   | 1,656人 |
| 桃谷四丁目 | 1,078世帯 | 1,840人 |
| 桃谷五丁目 | 540世帯   | 1,015人 |
| 計         | 4,854世帯 | 8,461人 |

### 人口の変遷
国勢調査による人口の推移。
| 1995年（平成7年）  | 11,133人 | [ 5 ] |  |
| 2000年（平成12年） | 10,714人 | [ 6 ] |  |
| 2005年（平成17年） | 10,503人 | [ 7 ] |  |
| 2010年（平成22年） | 9,535人  | [ 8 ] |  |
| 2015年（平成27年） | 9,023人  | [ 9 ] |  |

### 世帯数の変遷
国勢調査による世帯数の推移。
| 1995年（平成7年）  | 4,311世帯 | [ 5 ] |  |
| 2000年（平成12年） | 4,501世帯 | [ 6 ] |  |
| 2005年（平成17年） | 4,884世帯 | [ 7 ] |  |
| 2010年（平成22年） | 4,629世帯 | [ 8 ] |  |
| 2015年（平成27年） | 4,663世帯 | [ 9 ] |  |

## 事業所
2016年（平成28年）現在の経済センサス調査による事業所数と従業員数は以下の通りである。
| 丁目       | 事業所数  | 従業員数 |
| ---------- | --------- | -------- |
| 桃谷一丁目 | 113事業所 | 728人    |
| 桃谷二丁目 | 153事業所 | 597人    |
| 桃谷三丁目 | 119事業所 | 529人    |
| 桃谷四丁目 | 109事業所 | 422人    |
| 桃谷五丁目 | 98事業所  | 455人    |
| 計         | 592事業所 | 2,731人  |

## 施設
- 大阪府立生野聴覚支援学校
- 大阪市立鶴橋小学校
- 大阪市立御幸森小学校
- 大阪市立鶴橋幼稚園
- 生野警察署桃谷交番
- 生野桃谷郵便局
- 大阪シティ信用金庫 生野支店
- 業務スーパー 桃谷店
- 昌栄印刷 大阪工場
- 御幸森天神宮
- 彌榮神社
- 金剛寺 - 一鵬禪教宗の日本で唯一の寺院。

## その他

### 日本郵便
- 〒544-0034[3]（集配局：生野郵便局[11]）